# 戴维·佩里
戴维·佩里（1967年4月4日—），北爱尔兰人，电子游戏开发者、程序员。1990年代前、中期，他参与制作了多款16位元游戏机平台游戏。2017年，佩里联合创办了GoVYRL公司并担任首席执行官（CEO）。